# 牙萌出
牙萌出是指牙齒從突破牙龈黏膜到牙冠形成的過程。牙萌出期間可以從口腔中觀測到牙齒已露出，牙萌出是牙齒發育的過程之一。左右兩側的同位置的牙會成對萌出。一般女性牙萌出略早于男性。